# Hartwig Peetz
Hartwig Freimund Peetz (* 28. März 1822 in Bayreuth; † 17. April 1892 in München) war ein deutscher Finanzbeamter und Lokalhistoriker.

## Leben
Peetz besuchte in München das Gymnasium und bezog darauf die Universität Erlangen. Während dem Studium erwarb er eine lebenslange Mitgliedschaft beim Corps Baruthia.  Er verfügte über künstlerische Neigungen und hätte den Beruf des Künstlers vorgezogen, doch Lebensumstände bewogen ihn, die Beamtenlaufbahn einzuschlagen. Er wurde Finanzbeamter  in Trostberg, Traunstein und München und fungierte zuletzt im Range eines Regierungsrats.
Nebenberuflich befasste sich Peetz mit der Geschichte Bayerns. Er verfasste zahlreiche Schriften kulturgeschichtlichen Inhalts. Er war Mitglied des Historischen Vereins von Oberbayern, des Historischen Vereins von Oberfranken zu Bayreuth und des Alpenvereins.
Nach Peetz wurde in Traunstein die Hartwig-Peetz-Straße benannt.

## Werke (Auswahl)
- Christian, Markgraf zu Brandenburg-Culmbach, 1606–1655. Bayreuth 1859 (Digitalisat).
- Fischwaid in den bayerischen Seen nach culturhistorischen Skizzen. München 1862. Zu dieser  Publikation verfasste Joseph Ernst von Koch-Sternfeld den mit zahlreichen Quellenangaben versehenen ergänzenden Kommentar: Der Fischfang (das jus picandi) in Bayern und Oesterreich ob der Enns nach dem urältesten Landrecht; pragmatisch gegenüber gestellt: der „Fischwaid in den bayerischen Seen nach culturhistorischen Skizzen von Hartwig Peetz: München 1862“. München 1863 (Digitalisat).
- Culturhistorische Einblicke in die Alpenwirthschaft des Chiemgaus. München 1869 (Digitalisat).
- Nachruf Herrn Schulbeneficiaten Joseph Wegner gewidmet. München 1872 (Digitalisat).
- Chiemgauer Volk. Erinnerungen eines Chiemgauer Amtmannes. 2 Bände. Leipzig 1892/1893 (Digitalisate: Band 1, Band 2).